# Bushrod Washington
Bushrod Washington (5 juin 1762 – 26 novembre 1829) est un juge américain, neveu de George Washington, qui a siégé à la Cour suprême des États-Unis pendant plus de trente ans.

## Biographie
Bushrod Washington est né 5 juin 1762 dans le comté de Westmoreland, en Virginie, et est le fils de John Augustine Washington, frère du premier président George Washington. Washington étudie à Delamere, une académie administrée par le révérend Bartholomew Booth, et se rend également souvent à l'église Saint John d'Hagerstown. Il est diplômé du Collège de William et Mary, où il est l'un des premiers membres de Phi Beta Kappa. Son oncle parraine ses études juridiques, ainsi que celle de son ami James Wilson. Encouragé par sa famille, Washington s'engage en politique, briguant deux mandats à la Virginia House of Delegates de 1787 à 1791 et participe à une convention constitutionnelle de l’État. Jusqu'à sa nomination à la Cour suprême en 1798, il vit dans le Richmond, puis hérite du Mount Vernon au décès de George Washington en 1799.
Washington est reçu par le président des États-Unis John Adams lorsque James Wilson décède et qu'il laisse son siège vacant le 29 septembre 1798, et après le refus de John Marshall d'accepter ce poste. Washington est officiellement nommé par John Adams le 19 décembre 1798, puis confirmé par le Sénat des États-Unis le 20 décembre 1798, recevant sa commission le même jour. Il devient juge assesseur le 4 février 1799, à trente-six ans. Quand John Marshall devient juge en chef deux ans plus tard, ils ont voté les mêmes décisions en dehors de trois, dont Ogden v. Saunders.
Tout en servant à son tribunal, il rend son jugement dans l'affaire Corfield v. Coryell, il officie également dans des circuits courts comme juge associé. Dans l'affaire Corfield, Washington énumère plusieurs droits qui sont traditionnellement considérés comme « fondamentaux ». Ce cas influence profondément la future jurisprudence constitutionnelle, notamment sur les clauses de privilèges et d'immunités.
En 1816, il aide à créer l'American Colonization Society et en devient le premier président jusqu'à la fin de sa vie, Washington étant propriétaire et marchand d'esclaves.
Washington meurt à Philadelphie, en Pennsylvanie et est enterré à Mount Vernon, avec sa femme, décédée deux jours plus tard.